# Дель Пилар, Марсело
Марсело дель Пилар (исп. Marcelo del Pilar); род. 30 августа 1850, Булакан — 4 июля 1896, Барселона) — филиппинский писатель, один из идейных вдохновителей Филиппинской революции.

## Биография
Марсело дель Пилар окончил колледж Сан-Хосе в Маниле, после чего закончил в 1880 году Университет Санто-Томас, став юристом. В 1878 сочетался браком с Марсианой дель Пилар, которая впоследствии родила ему семерых детей.
В 1882 году он выпустил первую газету на тагальском языке, которая называлась «Diariong Tagalog». В ней публиковались статьи с критикой испанских колониальных властей на Филиппинах. Спасаясь от последовавшего преследования, уехал в Испанию, оставив семью на Филиппинах.
В конце 1889 года стал редактором газеты La Solidaridad, печатавшейся в Мадриде одноимённым обществом филиппинских реформаторов. В газете вместе с соратниками он выступал за равенство перед законом филиппинцев и испанцев, отмену принудительной продажи местной продукции и трудовой повинности на Филиппинах, замену испанских священников на филиппинских и другие давно назревшие реформы. Идеи филиппинских реформаторов не нашли понимания у испанской общественности, а финансирование со стороны немногих состоятельных филиппинцев было скудным. 
C 1890 по 1895 год дель Пилар публиковал газету в основном на свои средства. Публикация прекратилась в ноябре 1895 года. Перед смертью дель Пилар отверг теорию ассимиляции и путь умеренных реформ, став предвестником Филиппинской революции.
Восстание это последнее, но неизбежное средство, особенно когда народ окончательно убедился, что все мирные способы борьбы со злом оказались тщетными.
В свободное время Марсело играл на скрипке, фортепиано и флейте, также любил заниматься фехтованием.
Незадолго до смерти хотел вернуться на родину, но не смог из-за обострения болезни и недостатка средств. 4 июля 1896 года Марсело дель Пилар умер в нищете в Барселоне, причиной смерти стал туберкулез.